# 김성길 (군인)
김성길(?~)은 조선민주주의인민공화국의 군인이다. 조선인민군의 해군사령관을 지냈다.